# Sylvio de Abreu Fialho
Sylvio de Abreu Fialho (Rio de Janeiro, 18 de novembro de 1904 – 25 de maio de 1977) foi um médico brasileiro.
Formado pela Faculdade de Medicina do Rio de Janeiro em 1925, defendendo a tese de doutoramento “Estados Anafiláticos e sua Remoção Terapêutica”. Foi eleito membro da Academia Nacional de Medicina em 1944, ocupando a Cadeira 71, que tem José Antônio de Abreu Fialho como patrono.